# Akadémia (közoktatás)
Az akadémia különféle oktatási intézmények, képzési formák megjelölésére használt kifejezés. Elsősorban felsőfokú képzést nyújtó iskolák megnevezése, emellett a 19. század közepétől az alacsonyabb szintű képesítést vagy éppen azt sem nyújtó rövidebb tanfolyamok, ismeretterjesztő előadás-sorozatok megnevezésére is gyakran használt kifejezés.
A szó eredetét tekintve a Platón nevéhez köthető filozófiai iskolára, az Akadémiára (ógörög Ἀκαδημία) megy vissza. Az első, nevében az akadémia szót használó újkori tanintézményt a 15. század közepén hozta létre Cosimo de’ Medici Firenzében (Accademia neoplatonica). Magyar nyelvterületen az 1590-es évektől használják a szót, legelőször kifejezetten oktatási értelemben (’tudományos testület’ jelentése csak 1804-től adatolható). Ekkor nevezték el a jezsuita iskolákban így a kéttagozatos képzési forma felsőbb szintjét, amelyben a filozófiai képzést (logika, etika, fizika, metafizika) már elvégzett növendékek magasabb szintű teológiai oktatásban részesültek. A kifejezés innen terjedt el a 17. századra a felsőfokú oktatást nyújtó tanintézetek, mai szóval egyetemek megjelölésére. Az első magyarországi jogakadémia 1740-ben nyílt meg Egerben, amelyet az elkövetkező századokban kereskedelmi, katonai, rendvédelmi, hittudományi, bányaművelési, színművészeti, zenei, képzőművészeti stb. képesítést adó akadémiák megnyitása követett.